# Marcell Jacobs
Marcell Jacobs (n. 26 septembrie 1994, El Paso, Texas, SUA) este un atlet italian, medaliat olimpic. A participat la 2 ediții ale Jocurilor Olimpice (2020, 2024) în care a câștigat două medalii de aur în probele de 100 de metri și 4x100 de metri.

## Palmares
| An   | Competiție                     | Locație                  | Loc | Eveniment | Note   |
| ---- | ------------------------------ | ------------------------ | --- | --------- | ------ |
| 2016 | Campionatul European           | Amsterdam, Țările de Jos | 11  | lungime   | 7,59 m |
| 2017 | Campionatul European în sală   | Belgrad, Serbia          | 11  | lungime   | 7,70 m |
| 2018 | Campionatul European           | Berlin, Germania         | 11  | 100 m     | 10,28  |
| 2019 | Campionatul European în sală   | Glasgow, Marea Britanie  | –   | lungime   | FR     |
| 2019 | Ștafetele Mondiale             | Yokohama, Japonia        | 8   | 4×100 m   | NT     |
| 2019 | Campionatul European pe Echipe | Bydgoszcz, Polonia       | 2   | 100 m     | 10,39  |
| 2019 | Campionatul Mondial            | Doha, Qatar              | 19  | 100 m     | 10,20  |
| 2019 | Campionatul Mondial            | Doha, Qatar              | 10  | 4×100 m   | 38,11  |
| 2021 | Campionatul European în sală   | Toruń, Polonia           | 1   | 60 m      | 6,47   |
| 2021 | Ștafetele Mondiale             | Chorzów, Polonia         | 1   | 4×100 m   | 39,21  |
| 2021 | Jocurile Olimpice              | Tokio, Japonia           | 1   | 100 m     | 9,80   |
| 2021 | Jocurile Olimpice              | Tokio, Japonia           | 1   | 4×100 m   | 37,50  |
| 2022 | Campionatul Mondial în sală    | Belgrad, Serbia          | 1   | 60 m      | 6,41   |
| 2022 | Campionatul Mondial            | Eugene, Statele Unite    | 24  | 100 m     | NS     |
| 2022 | Campionatul European           | München, Germania        | 1   | 100 m     | 9,95   |
| 2023 | Campionatul European în sală   | Istanbul, Turcia         | 2   | 60 m      | 6,50   |
| 2023 | Campionatul Mondial            | Budapesta, Ungaria       | 12  | 100 m     | 10,05  |
| 2023 | Campionatul Mondial            | Budapesta, Ungaria       | 2   | 4×100 m   | 37,62  |
| 2024 | Ștafetele Mondiale             | Nassau, Bahamas          | 8   | 4×100 m   | DS     |
| 2024 | Campionatul European           | Roma, Italia             | 1   | 100 m     | 10,02  |
| 2024 | Campionatul European           | Roma, Italia             | 1   | 4×100 m   | 37,82  |
| 2024 | Jocurile Olimpice              | Paris, Franța            | 5   | 100 m     | 9,85   |
| 2024 | Jocurile Olimpice              | Paris, Franța            | 4   | 4×100 m   | 37,68  |